# Lettres juives
Les Lettres juives ou Correspondance philosophique, historique et critique entre un Juif voyageur à Paris et ses correspondans en divers endroits, connues sous le nom de Lettres juives, sont un roman épistolaire de Jean-Baptiste Boyer d'Argens (1703-1771), paru en 1736. 
Les Lettres juives consistent en une correspondance de deux cents lettres entre Aaron Monceca, en visite en France, Jacob Brito, juif génois et Isaac Onis, rabbin de Constantinople. L’essentiel des lettres est envoyé par Aaron Monceca à Isaac Onis.
Le rôle joué par les Lettres persanes de Montesquieu dans la composition des Lettres juives est indéniable. Montesquieu avait mis cette forme littéraire à la mode en 1721. Les Lettres juives de Boyer d’Argens sont certes une imitation, mais non un plagiat des Lettres persanes, car on entrevoit déjà dans les premières l’Esprit des lois en germe. Dans les secondes, c’est plus de la philosophie du bon sens qu’il est question et le scepticisme qu’y répand Boyer d’Argens tout au long de l’œuvre s’apparente plus, et de loin, à l’esprit d’un Bayle qu’à celui de Montesquieu.
Les Lettres Juives s’inspirent d’un voyage en Turquie que fit Boyer d’Argens en compagnie de l’ambassadeur de France d’Audrezel, un ami de son père : il rencontra un médecin juif, nommé Fonseca, (dont le nom ressemble à celui d’un de ses correspondants des Lettres juives, Aaron Monceca), prêtre en Espagne, mais resté  secrètement fidèle au judaïsme, et qui, par peur du Saint-Office, auquel il n’était pas sans quelque raison suspect, s’était réfugié à Constantinople. Il déclara au voyageur français qu’il avait voulu examiner la religion qu’on lui avait fait prendre ; qu’il y avait  trouvé des choses qui lui parurent absurdes ; et qu’il ne se donna pas la peine d’examiner les autres, qu’il savait n’en différer que sur certains points.
Boyer d’Argens, dans ces Lettres, reste au-dessous de son modèle, mais comme il manifeste ce qui plaisait avant tout aux lecteurs du siècle des Lumières,  une grande liberté et même une grande licence de pensée,  les Lettres Juives,  très bien accueillies, assurèrent une renommée durable à leur auteur. Elles attirèrent en particulier l’attention de Voltaire et de Frédéric II qui lui donnèrent le surnom de « frère Isaac ».

## Éditions en Ligne
- Lettres juives ou Correspondance philosophique, historique et critique entre un Juif voyageur et ses correspondans en divers endroits, (BNF) La Haye, P. Paupie, 1738
- Lettres juives ou Correspondance philosophique, historique et critique entre un Juif voyageur et ses correspondans en divers endroits Tome Quatrième (Google Books).